# Campeonato Neerlandés de Fútbol 1934-35
El Campeonato Neerlandés de Fútbol 1934/35 fue la 47.ª edición del campeonato de fútbol de los Países Bajos. Participaron 50 equipos divididos en cinco divisiones. El campeón nacional sería determinado por un grupo final formado con los ganadores de las divisiones de fútbol del este, norte, sur y dos del oeste. PSV ganó el campeonato de este año.

## Nuevos participantes
Eerste Klasse Este:
- Promovido desde la 2ª división: ZAC

Eerste Klasse Norte:
- Promovido desde la 2ª división: HSC

Eerste Klasse Sur:
- Promovido desde la 2ª división: Juliana

Eerste Klasse Oeste-I:
- Trasladado desde Oeste-II: DFC, RCH, VUC y Xerxes
- Promovido desde la 2ª división: Overmaas Rotterdam

Eerste Klasse Oeste-II:
- Trasladado desde Oeste-I: HFC Haarlem, Hermes DVS, Sparta Rotterdam y ZFC
- Promovido desde la 2ª división: DWS

## Divisiones

### Eerste Klasse Este
| Pos | Equipo          | PJ | PG | PE | PP | GF | GC | Pts | DG  | Notas                                     |
| --- | --------------- | -- | -- | -- | -- | -- | -- | --- | --- | ----------------------------------------- |
| 1   | Go Ahead        | 18 | 16 | 0  | 2  | 55 | 15 | 32  | +40 | Clasificado al grupo final por el título. |
| 2   | Heracles        | 18 | 11 | 4  | 3  | 50 | 21 | 26  | +29 |                                           |
| 3   | PEC Zwolle      | 18 | 8  | 1  | 9  | 32 | 30 | 17  | +2  |                                           |
| 4   | ZAC             | 18 | 7  | 3  | 8  | 38 | 44 | 17  | -6  |                                           |
| 5   | SC Enschede     | 18 | 7  | 2  | 9  | 38 | 41 | 16  | -3  |                                           |
| 6   | Enschedese Boys | 18 | 7  | 2  | 9  | 48 | 61 | 16  | -13 |                                           |
| 7   | HVV Tubantia    | 18 | 8  | 0  | 10 | 35 | 48 | 16  | -13 |                                           |
| 8   | FC Wageningen   | 18 | 6  | 3  | 9  | 33 | 42 | 15  | -9  |                                           |
| 9   | AGOVV Apeldoorn | 18 | 6  | 2  | 10 | 37 | 53 | 14  | -16 |                                           |
| 10  | Vitesse         | 18 | 4  | 3  | 11 | 39 | 50 | 11  | -11 | Descendido a la segunda división.         |

PJ = Partidos jugados; PG = Partidos ganados; PE = Partidos empatados; PP = Partidos perdidos; GF = Goles a favor; GC = Goles en contra; Pts = Puntos; DG = Diferencia de goles

### Eerste Klasse Norte
| Pos | Equipo          | PJ | PG | PE | PP | GF  | GC | Pts | DG  | Notas                                     |
| --- | --------------- | -- | -- | -- | -- | --- | -- | --- | --- | ----------------------------------------- |
| 1   | Velocitas 1897  | 18 | 14 | 3  | 1  | 103 | 34 | 31  | +69 | Clasificado al grupo final por el título. |
| 2   | GVAV Rapiditas  | 18 | 12 | 3  | 3  | 64  | 32 | 27  | +32 |                                           |
| 3   | Be Quick 1887   | 18 | 9  | 4  | 5  | 55  | 35 | 22  | +20 |                                           |
| 4   | Veendam         | 18 | 8  | 3  | 7  | 50  | 45 | 19  | +5  |                                           |
| 5   | HSC             | 18 | 7  | 4  | 7  | 59  | 54 | 18  | +5  |                                           |
| 6   | Sneek Wit Zwart | 18 | 6  | 3  | 9  | 31  | 52 | 15  | -21 |                                           |
| 7   | VV Leeuwarden   | 18 | 6  | 2  | 10 | 35  | 59 | 14  | -24 |                                           |
| 8   | LVV Friesland   | 18 | 6  | 1  | 11 | 32  | 60 | 13  | -28 |                                           |
| 9   | Achilles 1894   | 18 | 4  | 3  | 11 | 27  | 52 | 11  | -25 |                                           |
| 10  | LAC Frisia 1883 | 18 | 3  | 4  | 11 | 35  | 68 | 10  | -33 | Descendido a la segunda división.         |

PJ = Partidos jugados; PG = Partidos ganados; PE = Partidos empatados; PP = Partidos perdidos; GF = Goles a favor; GC = Goles en contra; Pts = Puntos; DG = Diferencia de goles

### Eerste Klasse Sur
| Pos | Equipo         | PJ | PG | PE | PP | GF | GC | Pts | DG  | Notas                                     |
| --- | -------------- | -- | -- | -- | -- | -- | -- | --- | --- | ----------------------------------------- |
| 1   | PSV Eindhoven  | 18 | 13 | 3  | 2  | 50 | 18 | 29  | +32 | Clasificado al grupo final por el título. |
| 2   | NAC            | 18 | 11 | 5  | 2  | 55 | 29 | 27  | +2  |                                           |
| 3   | LONGA          | 18 | 7  | 5  | 6  | 41 | 40 | 19  | +1  |                                           |
| 4   | Juliana        | 18 | 6  | 7  | 5  | 35 | 37 | 19  | -2  |                                           |
| 5   | BVV Den Bosch  | 18 | 8  | 3  | 7  | 40 | 44 | 19  | -4  |                                           |
| 6   | FC Eindhoven   | 18 | 6  | 4  | 8  | 37 | 42 | 16  | -5  |                                           |
| 7   | Bleijerheide   | 18 | 5  | 4  | 9  | 26 | 43 | 14  | -17 |                                           |
| 8   | MVV Maastricht | 18 | 4  | 5  | 9  | 26 | 29 | 13  | -3  |                                           |
| 9   | NOAD           | 18 | 5  | 3  | 10 | 31 | 48 | 13  | -17 |                                           |
| 10  | Willem II      | 18 | 4  | 3  | 11 | 26 | 37 | 11  | -11 | Descendido a la segunda división.         |

PJ = Partidos jugados; PG = Partidos ganados; PE = Partidos empatados; PP = Partidos perdidos; GF = Goles a favor; GC = Goles en contra; Pts = Puntos; DG = Diferencia de goles

### Eerste Klasse Oeste-I
| Pos | Equipo             | PJ | PG | PE | PP | GF | GC | Pts | DG  | Notas                                     |
| --- | ------------------ | -- | -- | -- | -- | -- | -- | --- | --- | ----------------------------------------- |
| 1   | AFC Ajax           | 18 | 14 | 2  | 2  | 66 | 15 | 30  | +51 | Clasificado al grupo final por el título. |
| 2   | Feijenoord         | 18 | 13 | 2  | 3  | 53 | 32 | 28  | +21 | [Oeste-II]                                |
| 3   | DHC Delft          | 18 | 9  | 4  | 5  | 48 | 37 | 22  | +11 | [Oeste-II]                                |
| 4   | ADO Den Haag       | 18 | 9  | 3  | 6  | 51 | 40 | 21  | +11 |                                           |
| 5   | VSV                | 18 | 7  | 2  | 9  | 58 | 54 | 16  | +4  |                                           |
| 6   | Xerxes             | 18 | 5  | 4  | 9  | 42 | 54 | 14  | -12 |                                           |
| 7   | VUC                | 18 | 6  | 2  | 10 | 36 | 56 | 14  | -20 | [Oeste-II]                                |
| 8   | Koninklijke HFC    | 18 | 6  | 1  | 11 | 43 | 56 | 13  | -13 | [Oeste-II]                                |
| 9   | RCH                | 18 | 4  | 4  | 10 | 31 | 52 | 12  | -21 |                                           |
| 10  | Overmaas Rotterdam | 18 | 5  | 0  | 13 | 43 | 75 | 10  | -32 | Descendido a la segunda división.         |

PJ = Partidos jugados; PG = Partidos ganados; PE = Partidos empatados; PP = Partidos perdidos; GF = Goles a favor; GC = Goles en contra; Pts = Puntos; DG = Diferencia de goles
[Oeste-II] Equipos trasladados a la división Oeste-II para la próxima temporada.

### Eerste Klasse Oeste-II
| Pos | Equipo           | PJ | PG | PE | PP | GF | GC | Pts | DG  | Notas                                     |
| --- | ---------------- | -- | -- | -- | -- | -- | -- | --- | --- | ----------------------------------------- |
| 1   | DWS              | 18 | 9  | 5  | 4  | 34 | 24 | 23  | +10 | Clasificado al grupo final por el título. |
| 2   | Hermes DVS       | 18 | 8  | 6  | 4  | 25 | 18 | 22  | +7  | [Oeste-I]                                 |
| 3   | HFC Haarlem      | 18 | 9  | 4  | 5  | 47 | 34 | 22  | +13 | [Oeste-I]                                 |
| 4   | KFC              | 18 | 8  | 5  | 5  | 25 | 21 | 21  | +4  | [Oeste-I]                                 |
| 5   | Stormvogels      | 18 | 5  | 8  | 5  | 20 | 23 | 18  | -3  |                                           |
| 6   | SBV Excelsior    | 18 | 6  | 6  | 6  | 27 | 32 | 18  | -5  |                                           |
| 7   | DFC              | 18 | 6  | 3  | 9  | 29 | 30 | 15  | -1  |                                           |
| 8   | Sparta Rotterdam | 18 | 6  | 3  | 9  | 27 | 32 | 15  | -5  | [Oeste-I]                                 |
| 9   | ZFC              | 18 | 6  | 2  | 10 | 26 | 36 | 14  | -10 |                                           |
| 10  | HBS Craeyenhout  | 18 | 5  | 2  | 11 | 31 | 41 | 12  | -10 | [Oeste-I]                                 |

PJ = Partidos jugados; PG = Partidos ganados; PE = Partidos empatados; PP = Partidos perdidos; GF = Goles a favor; GC = Goles en contra; Pts = Puntos; DG = Diferencia de goles
[Oeste-I] Equipos trasladados a la división Oeste-I para la próxima temporada.

### Grupo final por el título
| Pos | Equipo         | PJ | PG | PE | PP | GF | GC | Pts | DG  |
| --- | -------------- | -- | -- | -- | -- | -- | -- | --- | --- |
| 1   | PSV Eindhoven  | 8  | 6  | 1  | 1  | 23 | 12 | 13  | +11 |
| 2   | Go Ahead       | 8  | 5  | 2  | 1  | 16 | 10 | 12  | +6  |
| 3   | AFC Ajax       | 8  | 4  | 0  | 4  | 12 | 12 | 8   | 0   |
| 4   | Velocitas 1897 | 8  | 2  | 1  | 5  | 12 | 16 | 5   | -4  |
| 5   | DWS            | 8  | 0  | 2  | 6  | 4  | 17 | 2   | -13 |

PJ = Partidos jugados; PG = Partidos ganados; PE = Partidos empatados; PP = Partidos perdidos; GF = Goles a favor; GC = Goles en contra; Pts = Puntos; DG = Diferencia de goles
|                        |
| Campeón PSV 2.° título |